# Équipe cycliste Lotto Development
Pour les articles homonymes, voir Équipe cycliste Lotto (homonymie).
Cet article concerne l'équipe de réserve. Pour l'équipe principale, voir Équipe cycliste Lotto.
L'équipe cycliste Lotto Development (anciennement équipe Davo et Lotto-Soudal U23) est une équipe cycliste belge participant aux circuits continentaux de cyclisme et en particulier l'UCI Europe Tour. Elle a le statut d'équipe continentale en 2007 et depuis 2023.

## Histoire de l'équipe
L'équipe est créée en 2007 avec une partie de l'équipe Unibet-Davo qui prend quant à elle le nom de Unibet.com Continental pour 2007. Elle engage des jeunes coureurs espoirs et participe à des courses du calendrier professionnels et amateurs. Elle est actuellement la réserve de l'équipe World Tour belge Lotto-Soudal.
Pour la saison 2015, Lotto-Belisol U23 change de nom comme l'équipe principale et devient Lotto-Soudal U23. Vingt-six coureurs composent son effectif, dont quatorze étaient déjà présents en 2014.

## Principales victoires

### Courses d'un jour
- Grand Prix des Marbriers : 2008 (Ben Hermans), 2016 (Emiel Planckaert)
- Liège-Bastogne-Liège espoirs : 2011 (Tosh Van der Sande), 2017 (Bjorg Lambrecht)
- Flèche ardennaise : 2011 (Zico Waeytens), 2017 (Harm Vanhoucke), 2024 (Milan Donie)
- Tour de Lombardie amateurs : 2016 (Harm Vanhoucke), 2020 (Harry Sweeny), 2022 (Alec Segaert)
- Grand Prix de la ville de Saint-Nicolas : 2017 (Gerben Thijssen)
- Paris-Roubaix espoirs : 2018 (Stan Dewulf) et 2023 (Tijl De Decker)
- Grand Prix Criquielion : 2019 (Arne Marit)
- Trofeo Città di Meldola-GP AWC Event : 2022 (Luca Van Boven)
- Coppa Zappi-Trofeo Hotel Antico Borgo : 2022 (Vincent Van Hemelen)
- Chrono des Nations espoirs : 2022 (Alec Segaert)
- Mémorial Philippe Van Coningsloo : 2023 (Gianluca Pollefliet)

### Courses par étapes
- Triptyque des Monts et Châteaux : 2008 (Thomas De Gendt), 2009 (Kris Boeckmans)
- Tour des Pays de Savoie : 2014 (Louis Vervaeke)
- Ronde de l'Isard d'Ariège : 2014 (Louis Vervaeke), 2016 (Bjorg Lambrecht), 2020 (Xandres Vervloesem)
- Tour du Jura : 2019 (Kobe Goossens)
- Okolo Jižních Čech : 2021 (Arnaud De Lie)
- Alpes Isère Tour : 2024 (Jarno Widar)
- Giro Next Gen : 2024 (Jarno Widar)
- Tour de la Vallée d'Aoste : 2024 (Jarno Widar)
- Tour de Bohême Occidentale : 2024 (Victor Vaneeckhoutte)

### Championnats nationaux
- Championnats d'Afrique du Sud : 1
  - Contre-la-montre espoirs : 2012 (Louis Meintjes)
- Championnats de Belgique : 8
  - Course en ligne espoirs : 2012 (Jorne Carolus), 2014 (Jef Van Meirhaeghe), 2016 (Joachim Vanreyten), 2018 (Gerben Thijssen)
  - Contre-la-montre espoirs : 2013 (Victor Campenaerts), 2015 (Ruben Pols), 2019 (Brent Van Moer), 2024 (Robin Orins)
- Championnats de Nouvelle-Zélande : 1
  - Course en ligne espoirs : 2014 (Hayden McCormick)

## Classements UCI

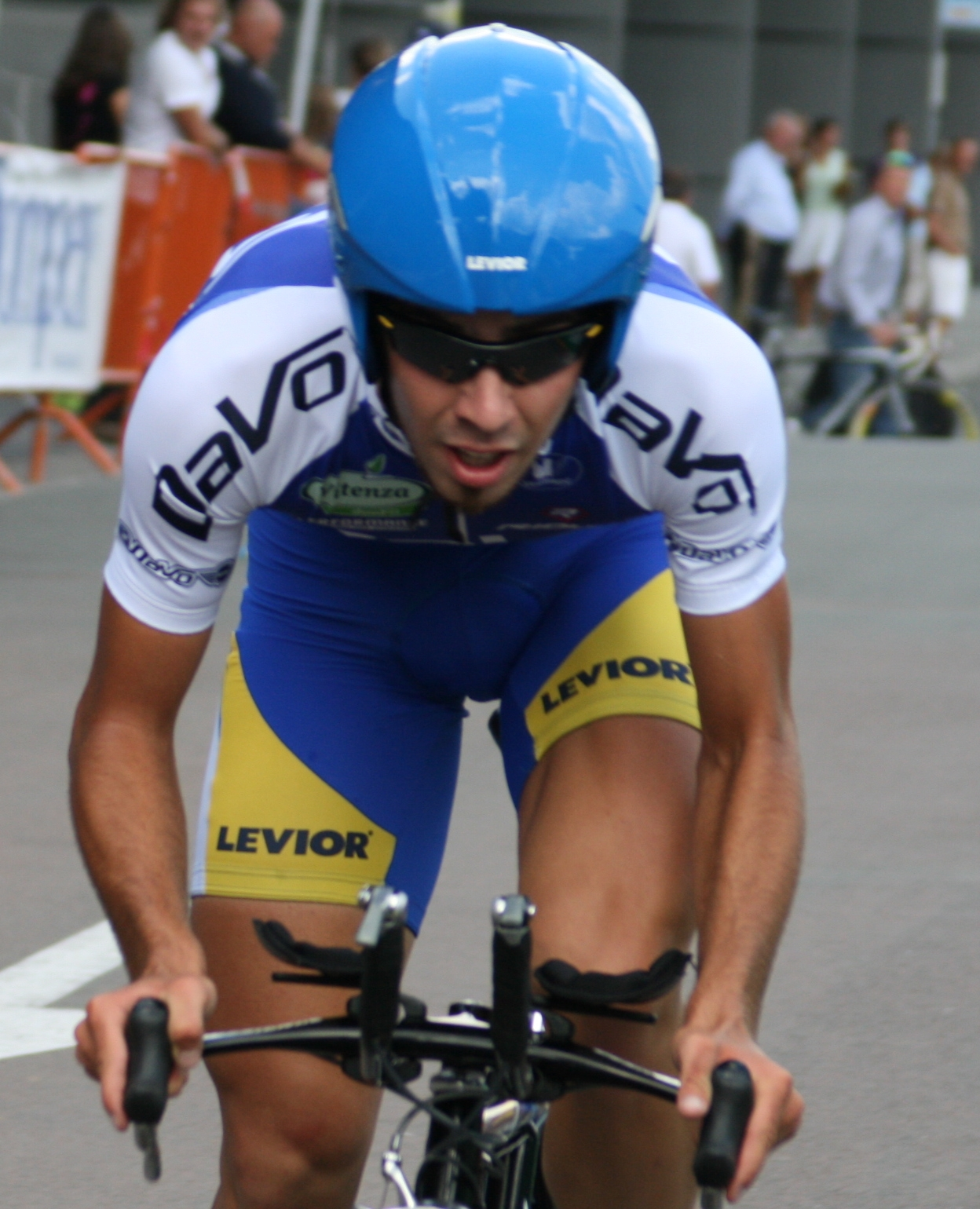
Thomas De Gendt aux championnats de Belgique du contre-la-montre 2008.

En 2007, l'équipe obtient une licence d'équipe continentale et participe aux circuits continentaux et principalement à des épreuves de l'UCI Europe Tour. Le tableau ci-dessous présente le classement de l'équipe sur le circuit, ainsi que son meilleur coureur au classement individuel.
UCI Europe Tour
| UCI Europe Tour | UCI Europe Tour        | UCI Europe Tour                           | UCI Europe Tour |
| Année           | Classement par équipes | Meilleur coureur au classement individuel |                 |
| --------------- | ---------------------- | ----------------------------------------- | --------------- |
| 2007            | 110e                   | Michel Kreder (677e)                      |                 |
| 2023            | 50e                    | -                                         |                 |
|                 |                        |                                           |                 |
| Source : UCI    |                        |                                           |                 |

Depuis 2024, l'équipe est également classée au Classement mondial UCI qui prend en compte toutes les épreuves UCI.
| Classement mondial | Classement mondial     | Classement mondial                        | Classement mondial |
| Année              | Classement par équipes | Meilleur coureur au classement individuel |                    |
| ------------------ | ---------------------- | ----------------------------------------- | ------------------ |
| 2023               | 89e                    | Gianluca Pollefliet (523e)                |                    |
| 2024               | 49e                    | Jarno Widar (331e)                        |                    |
|                    |                        |                                           |                    |
| Source : UCI       |                        |                                           |                    |

## Lotto Development en 2025
Effectif
| Effectif 2025            | Effectif 2025     | Effectif 2025 | Effectif 2025                       |
| Cycliste                 | Date de naissance | Pays          | Équipe précédente                   |
| ------------------------ | ----------------- | ------------- | ----------------------------------- |
| Arne Baers               | 27 mars 2002      | Belgique      | Wanty-Re Uz-Technord (2024)         |
| Thibaut Bernard          | 15 janvier 2003   | Belgique      | Bingoal WB Devo Team (2024)         |
| Mauro Cuylits            | 23 mai 2005       | Belgique      | Avia-Rudyco (2023)                  |
| Milan De Ceuster         | 29 décembre 2005  | Belgique      | Acrog-Tormans/Balen BC (2023)       |
| Milan Donie              | 3 janvier 2005    | Belgique      | Crabbé Toitures-CC Chevigny (2023)  |
| Niels Driesen            | 25 août 2005      | Belgique      | Soudal Quick-Step Devo Team (2024)  |
| Kamiel Eeman             | 10 août 2005      | Belgique      |                                     |
| Matys Grisel             | 14 juillet 2005   | France        | AG2R Citroën U19 Team (2023)        |
| Mathieu Kockelmann       | 31 janvier 2004   | Luxembourg    | Lotto Kern-Haus PSD Bank (2024)     |
| Tars Poelvoorde          | 25 novembre 2005  | Belgique      |                                     |
| Aldo Taillieu            | 10 février 2006   | Belgique      | Air College - B-Concept (2024)      |
| Leon Taillieu            | 7 mai 2004        | Belgique      | Urbano-Vulsteke Cycling Team (2024) |
| Liam Van Bylen           | 27 février 2005   | Belgique      |                                     |
| Lucas Van Gils           | 15 septembre 2006 | Belgique      | Team Kempen (2024)                  |
| Victor Vaneeckhoutte     | 28 décembre 2005  | Belgique      | Crabbé Toitures-CC Chevigny (2023)  |
| Thomas Vuerinckx         | 14 novembre 2005  | Belgique      |                                     |
| Jarno Widar              | 13 novembre 2005  | Belgique      | Crabbé Toitures-CC Chevigny (2023)  |
| Daniil Yakovlev          | 13 juin 2005      | Ukraine       |                                     |
|                          |                   |               |                                     |
| Source : ProCyclingStats |                   |               |                                     |

Victoires
| Victoires | Victoires | Victoires | Victoires | Victoires | Victoires |
| Date      | Course    | Pays      | Classe    | Vainqueur |           |
| --------- | --------- | --------- | --------- | --------- | --------- |